# Tillandsia 'Kinkin'
Tillandsia 'Kinkin' es un  cultivar híbrido del género Tillandsia perteneciente a la familia  Bromeliaceae.
Es un híbrido creado en el año 1983 con las especies Tillandsia butzii × Tillandsia ionantha.